# 曲子贞
曲子贞（1917年—1993年），曾用名曲滋桢、阿曲，笔名褚知正、瞿志徵、孙明、钱明等，男，满族，山东烟台人，中国作家、文艺评论家、戏剧理论家，曾任甘肃省文学艺术工作者联合会主任。